# (25151) Stefanschröder
(25151) Stefanschröder, désignation internationale (25151) Stefanschroder, est un astéroïde de la ceinture principale.

## Description
(25151) Stefanschroder est un astéroïde de la ceinture principale. Il fut découvert le 16 septembre 1998 à la station Anderson Mesa par le programme LONEOS. Il présente une orbite caractérisée par un demi-grand axe de 2,76 UA, une excentricité de 0,23 et une inclinaison de 9,5° par rapport à l'écliptique.

## Compléments